# Wolfgang Schumann (Historiker)
Wolfgang Schumann (* 27. November 1925 in Magdeburg; † 10. März 1991) war ein deutscher Historiker. Er profilierte sich schon während des Studiums öffentlich als Vertreter marxistisch-leninistischer Geschichtsschreibung und arbeitete am Institut für Gesellschaftswissenschaft beim ZK der SED in Berlin maßgeblich an dem Publikations- und Editionsprojekt Deutschland im zweiten Weltkrieg (1974–1985) mit, einem historiografischen Großprojekt der DDR-Geschichtsschreibung.

## Leben
Schumann musste 1943 seinen Besuch einer Oberschule unterbrechen, um Reichsarbeitsdienst und anschließend bis 1945 als Soldat Kriegsdienst im Zweiten Weltkrieg zu leisten. Nach Kriegsende schulte er 1945 zunächst zum Maurer um. 1946 legte er seine Gesellenprüfung ab und trat im April desselben Jahres in die SED ein. Von 1946 bis 1947 war er als Hilfsassistent an der Hochschule für Bauwesen in Weimar tätig. Bis 1948 besuchte er dann die Vorstudienanstalt in Weimar und legte 1948 die Reifeprüfung ab. 1949 studierte er an der Hochschule für Bauwesen, an der er auch Sekretär der SED-Parteiorganisation war.
1950 nahm Schumann ein Studium der Geschichte, Philosophie und Politischen Ökonomie an der Friedrich-Schiller-Universität Jena auf. 1952 und 1953 war er auch als Hilfsassistent am Historischen Seminar tätig. Nach der 1953 abgelegten Fakultätsprüfung war Schumann wissenschaftlicher Assistent, Lehrbeauftragter und Sekretär der SED-Parteiorganisation am Historischen Institut. Im Mai 1957 promovierte er bei Max Steinmetz und Irmgard Höß über „Die Novemberrevolution 1918 in Oberschlesien“. Von 1958 bis 1961 war er mit der Wahrnehmung einer Dozentur an der FSU Jena und im Mai 1961 am Institut für Gesellschaftswissenschaften in Berlin beauftragt.
Im Juli 1961 habilitierte sich Schumann über „Die Beteiligung des Zeiss-Konzerns an der Vorbereitung und Durchführung des zweiten Weltkrieges“ bei Elisabeth Giersiepen und Dieter Fricke. Er trat 1962 dem Redaktionskollegium der Zeitschrift für Geschichtswissenschaft bei, dem er bis 1990 angehörte, und wurde Dozent und stellvertretender Leiter des Lehrstuhls für Geschichte der Arbeiterbewegung am Institut für Gesellschaftswissenschaften beim ZK der SED in Ost-Berlin. Von 1963 bis 1964 amtierte er als stellvertretender Direktor des Instituts. Im September 1966 erhielt er dort eine Professur mit Lehrauftrag für die Geschichte der deutschen Arbeiterbewegung und wechselte 1967 als Bereichsleiter an das Institut für Geschichte der Deutschen Akademie der Wissenschaften zu Berlin. Bis 1988 leitete er dort den Wissenschaftsbereich „1917 bis 1945“. Er wurde 1966 mit dem Vaterländischen Verdienstorden in Silber und 1985 mit dem Nationalpreis der DDR, II. Klasse [Kollektiv] ausgezeichnet. Bis 1985 war er Mitglied des Comité International d’Histoire de la Deuxième Guerre Mondiale. 1988 wurde er krankheitsbedingt pensioniert.
Wolfgang Schumann war mit der Historikerin Rosemarie Schumann verheiratet.

## Werk
Schumann trat 1952 öffentlich in Erscheinung, als er einen Artikel der Historikerin Irmtraud Höß zur Geschichte der Universität Jena kritisierte, die dem sozialreformerischen Wirken Ernst Abbes attestiert hatte, dies habe schon über die kapitalistische Verfasstheit der damaligen Gesellschaft hinausgewiesen.
Schumann verwies dagegen auf die marxistisch-leninistische Position zum Problem „kapitalistische Gesellschaft und Privateigentum an Produktionsmitteln“. Im Sinne der Revolutionstheorie bestritt er, dass Ausbeutungsverhältnisse durch Sozialreformen zu durchbrechen seien. Schumanns Position der Zweiteilung Abbes in den positiv zu behandelnden Erfinder und den als Arbeiterfeind zu entlarvenden Sozialreformer schlug sich auch im offiziellen DDR-Diskurs auf nationaler Ebene wider.
Schumanns frühe Teilung des Erinnerungsortes Ernst Abbe habe, so Monika Gibas, die von Walter Ulbricht 1960 dekretierte erinnerungspolitische Diskussion um „Erbe und Tradition“ kongenial vorweggenommen.
Tobias Kaiser weist darauf hin, dass Schumann nicht zu den Jenaer Schülern Karl Griewanks zu zählen sei, wie dies Kurt Pätzold 1991 nahelegte. Schumanns von Felix-Heinrich Gentzen betreute ideologische Abschlussarbeit habe Griewank wegen ihres Themas nicht anzunehmen vermocht.
Anfang 1960 zählte der ZK-Apparat Schumann zu den „fähigsten und klarsten Nachwuchskader[n]“. 1962 erarbeitete ein Autorenkollektiv unter seiner Leitung eine Geschichte der Carl-Zeiss-Werke. Am Zentralinstitut für Geschichte war Schumann an dem sechsbändigen Projekt Deutschland im zweiten Weltkrieg (1974–1985) beteiligt, das von der Edition diverser Dokumentenbände zur deutschen Okkupationspolitik begleitet wurde. Die Charakteristik der nationalsozialistischen Besatzungspolitik wird in diesem Projekt vor allem im Hinblick auf monopolkapitalistische Interessenlagen erklärt.

## Publikationen
- Die Beteiligung des Zeiss-Konzerns an der Vorbereitung und Durchführung des zweiten Weltkrieges. [S.n.], Jena 1961.
- Oberschlesien, 1918/19. Vom gemeinsamen Kampf deutscher und polnischer Arbeiter. Rütten & Loening, Berlin 1961.
- (Hrsg.): Carl Zeiss, Jena – einst und jetzt. Rütten & Loening, Berlin 1962.
- Das Kriegsprogramm des Zeiss-Konzerns. Ein Beitrag zum Problem des staatsmonopolistischen Kapitalismus und der faschistischen Politik der "Neuordnung" Europas und Ostasiens während des zweiten Weltkrieges. In: Zeitschrift für Geschichtswissenschaft 11, Nr. 4 (1963), S. 704–728.
- und Gerhard Lozek: Die faschistische Okkupationspolitik im Spiegel der Historiographie der beiden deutschen Staaten. In: Zeitschrift für Geschichtswissenschaft 12, Nr. 2 (1964), S. 213–230.
- mit Dietrich Eichholtz und Dorothea Fensch (Hrsg.): Anatomie des Krieges. Neue Dokumente über die Rolle des deutschen Monopolkapitals bei der Vorbereitung und Durchführung des Zweiten Weltkrieges. VEB, Deutscher Verlag der Wissenschaften, Berlin 1969.
- mit Wolfgang Ruge (Hrsg.): Dokumente zur deutschen Geschichte 1942–1945. VEB Deutscher Verlag der Wissenschaften, Berlin 1971.
- Die faschistische "Neuordnung" Europas nach den Plänen des deutschen Monopolkapitals. Programme der Metallindustrie, des Metallerz- und Kohlenbergbaus im Jahre 1940. In: Zeitschrift für Geschichtswissenschaft 19, Nr. 2 (1971), S. 224–241.
- Nachkriegsplanungen der Reichsgruppe Industrie im Herbst 1944. Eine Dokumentation. In: Jahrbuch für Wirtschaftsgeschichte. Nr. 3 (1972), S. 259–296.
- und Gerhart Hass (Hrsg.): Anatomie der Aggression. Neue Dokumente zu den Kriegszielen des faschistischen deutschen Imperialismus im zweiten Weltkrieg. Deutscher Verlag der Wissenschaften, Berlin 1972.
- Das Scheitern einer Zoll- und Währungsunion zwischen dem faschistischen Deutschland und Dänemark. In: Jahrbuch für Geschichte. 9, 1973, S. 515–566.
- (Hrsg.): Griff nach Südosteuropa. Neue Dokumente über die Politik des deutschen Imperialismus und Militarismus gegenüber Südosteuropa im zweiten Weltkrieg. Deutscher Verlag der Wissenschaften, Berlin 1973.
- mit Gerhart Hass und Karl Drechsler: Deutschland im zweiten Weltkrieg. Akademie-Verlag/Pahl-Rugenstein, Berlin/Köln 1975–85, ISBN 9783760905730.
- Konzept für die "Neuordnung" der Welt. Die Kriegsziele des faschistischen deutschen Imperialismus im zweiten Weltkrieg. Dietz, Berlin 1977.
- Die wirtschaftspolitische Überlebensstrategie der deutschen Imperialismus in der Endphase des Zweiten Weltkrieges. In: Zeitschrift für Geschichtswissenschaft 27, Nr. 6 (1979), S. 499–513.
- Politische Aspekte der Nachkriegsplanungen des faschistischen deutschen Imperialismus in der Endphase des Zweiten Weltkrieges. In: Zeitschrift für Geschichtswissenschaft 27, Nr. 5 (1979), S. 395–408.
- mit Helma Kaden (Hrsg.): Die faschistische Okkupationspolitik in Österreich und der Tschechoslowakei (1938–1945). Pahl-Rugenstein, Köln 1988, ISBN 3760912117.
- mit Werner Röhr (Hrsg.): Die faschistische Okkupationspolitik in Polen (1939–1945). Pahl-Rugenstein, Köln 1989.
- mit Ludwig Nestler und Werner Röhr: Europa unterm Hakenkreuz. Die Okkupationspolitik des deutschen Faschismus (1938–1945). 8 Bde., Pahl-Rugenstein/Hüthig Verlagsgemeinschaft/Deutscher Verlag der Wissenschaften, Köln/Berlin 1990–96, ISBN 9783760912110.
- mit Werner Röhr (Hrsg.): Okkupation und Kollaboration. (1938-1945). Beiträge zu Konzepten und Praxis der Kollaboration in der deutschen Okkupationspolitik. Hüthig, Berlin, Heidelberg 1994, ISBN 3822624926.